# エレボン

エレボン

エレボン（英語: elevon）またはテールロン（英語: tailerons）は飛行機の操縦に用いる動翼の一つである。
無尾翼機（水平尾翼を有しない航空機）において用いられる。補助翼（英: aileron）と昇降舵（英: elevator）の役割を兼ね備えたものであり、語自体も二つの語を組み合わせた造語である。
主翼後縁に取り付けられており、左右の動翼を同一の方向に動かすことでエレベーター（昇降舵）として、それぞれ逆の方向に動かすことでエルロン（補助翼）として機能する。同時に両方（補助翼と昇降舵）の機能を使用する際は両方の方向を合成した位置に動かす。
エレボンの仕組み自体は、第二次世界大戦頃には既に知られており、ナチス・ドイツの全翼機ホルテン Ho229やアメリカのノースロップ N-1Mの動翼に採用されていた。

## 応用例

### 運用航空機

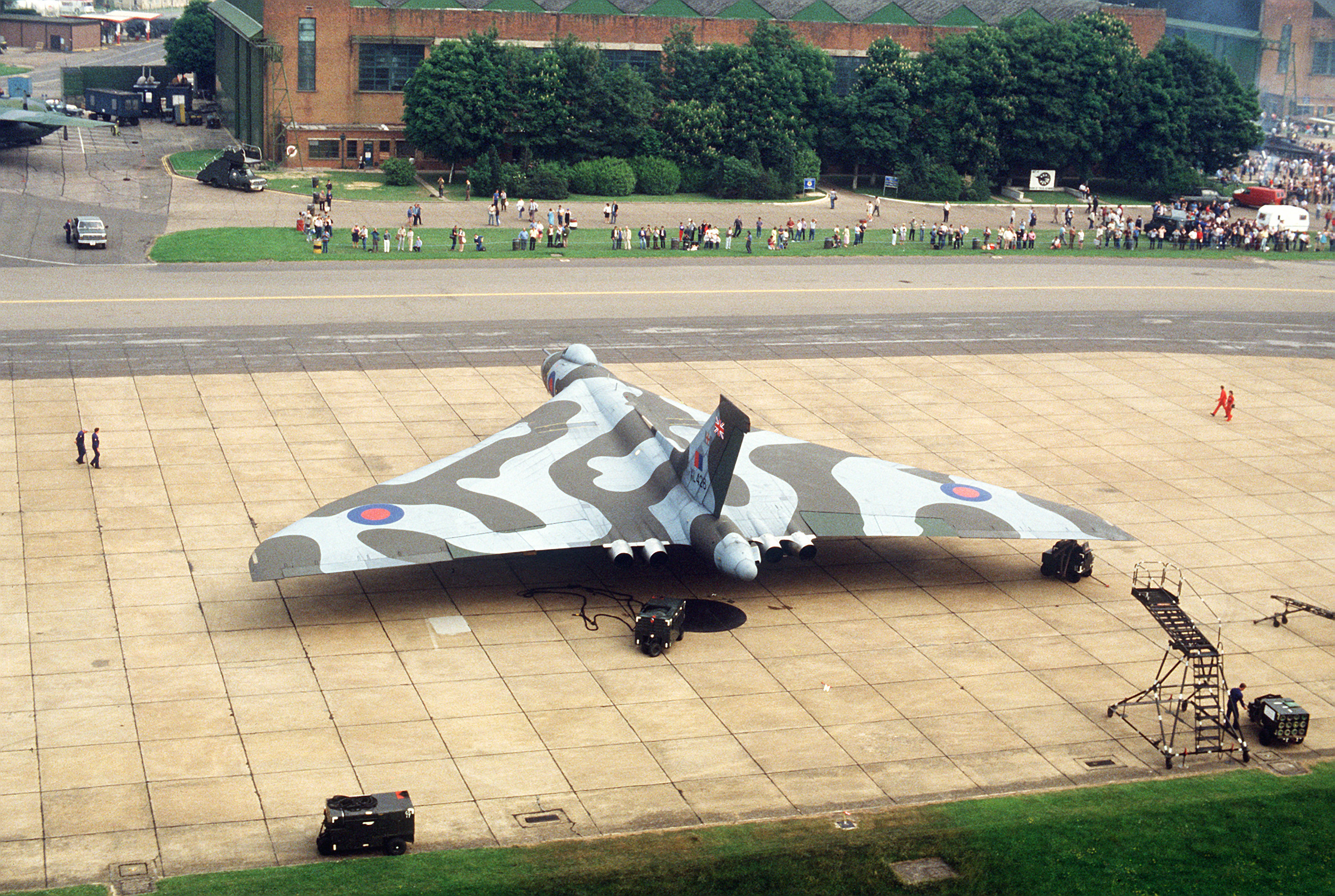
展示された後期型RAFマーキングのバルカンB.2（1984年）

エレボンを採用した最初の実用航空機の1つは、イギリス空軍のVフォースによって運用された戦略爆撃機であるアブロ バルカンであった。バルカンB.1と呼ばれた当初の量産機は、エレボンが存在せず、代わりにデルタ翼に沿って4つのインボードエレベーターと4つのアウトボードエルロンの配列で飛行制御を行っていた。その後、大幅な設計変更を行ったバルカンB.2でエレボンを採用し、すべてのエレベーターとエルロンを8本のエレボンに変更した。 低速飛行時には、エレボンが6個の電動3姿勢エアブレーキと密接に連動して作動する。
エレボンを採用した別の初期の航空機は、アメリカ空軍が運用した迎撃機であるコンベアF-102デルタダガーである。F-102の導入から数年後、コンベアは初期の超音速戦略爆撃機であるB-58 ハスラーにもエレボンを装備している。
従来型の無尾翼デルタ機では、主翼後縁にフラップを設けられず、離着陸時の機首上げ姿勢のため、エレボンを上げ舵にすると、揚力が減少することが短所となっていた。ミラージュ2000では、静的安定性緩和とフライ・バイ・ワイヤを導入し、エレボンを下げ舵にしても、機首上げが可能となり、運動性が向上した。また、カナード（先尾翼）の設置もこの改善に有効であり、ミラージュミランやクフィールをはじめとした、カナード付きデルタ翼機では、失速特性の改善及び機首上げモーメントを向上がなされている。